# Большекуразово
Большекура́зово (рос. Большекуразово, башк. Оло Ҡураз) — присілок у складі Калтасинського району Башкортостану, Росія. Входить до складу Краснохолмської сільської ради.
Населення — 303 особи (2010; 366 у 2002).
Національний склад:
- марійці — 99 %